# LANSA-Flug 508
LANSA-Flug 508 war ein Linienflug der peruanischen Fluggesellschaft Líneas Aéreas Nacionales S. A. (LANSA), der am 24. Dezember 1971 stattfand. Die eingesetzte Maschine vom Typ Lockheed L-188 Electra (Luftfahrzeugkennzeichen OB-R-941) brach während eines Gewitters mit schweren Turbulenzen und Blitzschlag auf der Strecke von Lima nach Pucallpa in der Luft auseinander, wobei 91 der 92 Insassen ums Leben kamen. Bis heute handelt es sich um den viertschwersten Unfall in der peruanischen Luftfahrtgeschichte.
Einzige Überlebende des Flugzeugabsturzes war die siebzehnjährige Juliane Koepcke, die sich gut zehn Tage lang durch den peruanischen Regenwald schlug, bis sie auf ein Lager von Waldarbeitern stieß. Das Schicksal der Überlebenden war Gegenstand mehrerer Bücher und Filme.

## Hintergrund
Die 1963 gegründete peruanische Fluggesellschaft LANSA war in der Vergangenheit in zwei schwere Flugunfälle verwickelt gewesen, bei denen insgesamt 150 Menschen ums Leben gekommen waren. Der letzte zurückliegende Absturz Anfang August 1970 in Cusco, ebenfalls mit einer L-188 Electra (Kennzeichen: OB-R-939), war mit 101 Toten der schwerste Unfall in der peruanischen Luftfahrtgeschichte gewesen. Unter den Toten waren die Tochter des Bürgermeisters von Lima und eine Gruppe von 48 US-amerikanischen Studenten, die an einem Austauschprogramm in Peru teilgenommen hatten. Kurz nach dem Start war es zu einem Triebwerksausfall gekommen. Daraufhin war LANSA von der peruanischen Regierung mit einem Flugverbot von 90 Tagen belegt worden. Der Motor hätte dem peruanischen Transport- und Verkehrsminister zufolge die reguläre Zahl an Flugstunden gemäß den Vorschriften überschritten. Überprüfungen sollten ergeben, ob die Flotte von LANSA den behördlichen Betriebsverordnungen entsprach und die Besatzungen über genügend Ausbildung verfügten. Der Flugbetrieb wurde später wieder aufgenommen.

## Flugverlauf

Die Flugroute der OB-R-941 (schematische Darstellung)

### Flugzeug und Route
Flug 508 war ein Inlandsflug, der am 24. Dezember 1971, einem Freitag, von Lima nach Iquitos führen sollte, mit einer Zwischenlandung in Pucallpa. Die Strecke in das nordöstliche Regenwaldgebiet Perus wurde noch regelmäßig von der Líneas Aéreas Nacionales S. A. (LANSA) bedient, die nur mehr über ein einziges flugtüchtiges Gerät verfügte – eine viermotorige Turboprop-Maschine vom Typ Lockheed L-188 Electra mit dem Kennzeichen OB-R-941. Das Flugzeug hatte seinen Erstflug im Jahr 1959 absolviert und vom US-amerikanischen Hersteller Lockheed die Konstruktionsnummer 1106 erhalten. In den Diensten von LANSA trug die Maschine den Beinamen „Mateo Pumacahua“, benannt nach dem gleichnamigen peruanischen Revolutionär (1740–1815).
Routinemäßig hätte die Maschine an diesem Tag zuerst von Lima nach Cusco fliegen sollen. Aufgrund schlechten Wetters im Andenhochland fielen aber alle Flüge zu diesem Ziel aus. Nachdem das Wetter nicht aufgeklart hatte, stornierte LANSA den Flug und wich mit Flugnummer 508 auf die Route Lima–Pucallpa–Iquitos mit anschließendem Rückflug aus.
Wetterberichte im Anden- und Regenwaldraum von Peru wurden – wie in ganz Südamerika – zu dieser Zeit nicht regelmäßig herausgegeben und waren auch nicht sehr detailliert. Die peruanische Flughafenbehörde CORPAC (Corporación Peruana de Aeropuertos y Aviación Comercial) verließ sich auf Lageberichte von Landeplätzen und Angaben der Piloten.

### Insassen
Auf ihrem letzten Flug beförderte die OB-R-941 sechs Besatzungsmitglieder und 86 Passagiere. Unter den Fluggästen, welche die Maschine auf dem Flughafen Lima in Lima bestiegen, befanden sich auch drei Deutsche mit Wohnsitz in Peru: neben einem 33-jährigen Zahnarzt aus Berlin die bekannte Ornithologin Maria Koepcke, die am Naturhistorischen Museum der Universität San Marcos arbeitete, und ihre Tochter Juliane. Die Koepckes hatten ursprünglich geplant, einen Tag früher nach Pucallpa zu fliegen, um von dort zur Forschungsstation Panguana weiterzureisen, wo sie das Weihnachtsfest gemeinsam mit dem Vater Hans-Wilhelm Koepcke verbringen wollten. Die 17-Jährige hatte aber kurz zuvor am Humboldt-Gymnasium in Lima ihren Abschluss gemacht und nicht auf die Teilnahme am Abschlussball ihrer Schule verzichten wollen. Daraufhin buchten Mutter und Tochter auf den letztmöglichen Flug 508 der LANSA um, obwohl beiden der schlechte Ruf der Gesellschaft bekannt war: Hans-Wilhelm Koepcke hatte seine Familie aufgrund der bekannten Vorgeschichte ausdrücklich davor gewarnt, mit einer Maschine dieser Gesellschaft zu fliegen. Sie taten es dennoch, weil alle anderen Flüge an jenem Heiligabend 1971 bereits ausgebucht waren. Im Flugzeug nach Pucallpa waren auch fünf Kinder christlicher Missionare aus den Vereinigten Staaten, die ebenfalls die Schule in Lima besuchten und die Weihnachtsferien bei ihren Eltern verbringen sollten.

### Start und Absturz
Die Lockheed L-188 Electra startete um 11:38 Uhr Ortszeit vom Flughafen in Lima (anderen Angaben zufolge kurz nach 12:00 Uhr). Für die Strecke nach Pucallpa war etwas mehr als eine Stunde Flugzeit vorgesehen. 31 Minuten nach dem Start gab die Besatzung eine letzte Routinemeldung über Oyón, in den Zentral-Anden, ab. Das Flugzeug befand sich zu diesem Zeitpunkt 30 Meilen (ca. 48 Kilometer) westlich von Cerro de Pasco. Etwa zur gleichen Zeit flog die OB-R-941 in ein Gewitter ein. In den Cumulonimbus-Anhäufungen traf die Besatzung auf schwere Turbulenzen und Blitze. Die Flughöhe der Electra betrug nur 22.000 Fuß (ca. 6705 Meter), während einige Minuten zuvor eine strahlgetriebene BAC 1-11 der peruanischen Fluggesellschaft Faucett das Gewitter in 31.000 Fuß Höhe (ca. 9449 Meter) überflogen hatte.
Juliane Koepcke, die auf einem Fensterplatz im hinteren rechten Teil der Maschine saß (Reihe 19, Platz F), gab später an, dass ein Blitzschlag die rechte Tragfläche getroffen hätte, woraufhin ein Motor in Brand geraten sein soll. Auch sei die Maschine laut Koepcke in einen Sturzflug übergegangen. In einer Flughöhe von ca. 6400 Metern über dem Meeresspiegel und 3000 Metern über dem Grund trat plötzlich ein katastrophaler struktureller Schaden bei der Electra ein. Die gesamte rechte und ein Teil der linken Tragfläche rissen ab, der Rumpf brach in mehrere Teile auseinander. Brennende Trümmerstücke wurden auf einer Strecke von 15 Kilometern über die hügelige Regenwaldlandschaft verstreut.

## Erfolglose Suchaktion
Die geschätzte Ankunftszeit für Flug 508 in Pucallpa war 12:47 Uhr. Als das Flugzeug den Zwischenlandeplatz nicht erreichte und die Besatzung der OB-R-941 auf Funksprüche der Flughafenkontrollzentren von Pucallpa, Iquitos und Lima nicht reagierte, wurde die Verkehrsmaschine als vermisst gemeldet. Daraufhin begann die peruanische Luftwaffe mit einer offiziellen Suchaktion, an der sich auch zivile Verkehrsflugzeuge von Faucett, Leichtflugzeuge des Linguistischen Sommerinstituts (Instituto Lingüístico de Verano ILV bzw. Summer Institute of Linguistics SIL) und der OFASA-Mission in der Pucallpa-Region beteiligten. Mit Maschinen vom Typ Lockheed C-130 flog die Luftwaffe zwei Helikopter in das Suchgebiet. Es umfasste mehrere tausend Quadratkilometer zwischen den Zentral-Anden und einem nordöstlichen Gürtel nahe der brasilianischen Grenze. Über Pucallpa hinaus wurde das Suchgebiet über den Río Ucayali nach Osten ausgeweitet, falls die Maschine durch starke Winde vom Kurs abgekommen war. Viele Piloten nahmen allerdings an, dass die Electra noch im Unwetter über den Zentral-Anden abgestürzt war, bevor sie die Regenwaldausläufer westlich von Pucallpa erreicht hatte. Die Suche wurde nach zehn Tagen ergebnislos eingestellt.

## Juliane Koepckes Überleben und ihr Weg durch den peruanischen Urwald

### Absturz und Bewusstlosigkeit
Beim Auseinanderbrechen der Maschine war Koepcke von der neben ihr sitzenden Mutter getrennt worden. Angeschnallt wurde sie allein mit der Dreiersitzreihe aus dem Flugzeug geschleudert und stürzte kopfüber – eigenen Angaben zufolge mit der Sitzbank wie eine Art Hubschrauber oder Fallschirm – dem Boden entgegen, wobei sie das Bewusstsein verlor. Der Aufprall sei vom dichten Blattwerk des Regenwalds und von Lianen gedämpft worden.

### Erwachen und erste Orientierung
Juliane Koepcke erlangte am nächsten Morgen, 25. Dezember 1971, nach 9 Uhr – also mehr als 20 Stunden nach dem Absturz – das Bewusstsein wieder. Sie erinnert sich bis heute gut an diesen Zeitpunkt, weil sie nach dem Blick auf das grüne Blätterdach des Urwalds schließlich auch auf ihre unbeschädigte Armbanduhr sah. Während mehrerer Stunden suchte sie vergeblich nach dem Flugzeugwrack und weiteren Überlebenden, insbesondere ihrer Mutter. Knapp zwei Wochen später stellten die Bergungsmannschaften bei ihrer Suche fest, dass sich die meisten Absturzopfer noch in Bäumen befanden. Auch hatte Koepcke im dichten Regenwald die Suchflugzeuge nicht auf sich aufmerksam machen können.

### Verletzungen und Aufbruch von der Absturzstelle
Durch den Aufschlag hatte Koepcke neben zwei offenen Wunden am rechten Oberarm und am Bein auch eine Gehirnerschütterung und eine Stauchung der Halswirbelsäule erlitten, sowie einen Bruch des Schlüsselbeins und einen Kreuzbandriss des linken Kniegelenks. Der erlittene Schock führte dazu, dass die Wunden kaum bluteten und sie auch die Verletzung am Kreuzband nicht bemerkte. Die kurzsichtige junge Frau, die nur mit einem kurzen Sommerkleid bekleidet war, hatte beim Absturz auch ihre Brille verloren. Obwohl Koepcke nur noch eine Sandale hatte, behielt sie sie an, was in Presseberichten lächerlich gemacht wurde, da es doch leichter gewesen sei, barfuß zu gehen. Für Koepcke war dieser verbliebene Schuh aber wichtig, da er ihr eine gewisse Sicherheit gab – insbesondere wenn sie Gewässer zu durchwaten hatte, in denen sie damit rechnen musste, möglicherweise auf einen Stechrochen zu treten.

### Wissen zum Überleben im Urwald
Koepcke hatte ihre Mutter und ihren Vater, der an ganzheitlicher Ökologie interessiert war, bereits als Kind bei der Arbeit im peruanischen Regenwald begleitet. Auch hatte sie in der Forschungsstation der Eltern in der Nähe von Pucallpa („Panguana“ genannt) gelebt; daher war sie mit Gefahren des Dschungels etwas vertraut. Tatsächlich lag der Absturzort nur 50 Kilometer von der Forschungsstation „Panguana“ entfernt. Koepcke entdeckte in der Nähe eine Wasserquelle und folgte dem Wasserlauf – ihr Vater hatte ihr beigebracht, dass auf diesem Weg die Wahrscheinlichkeit größer wäre, auf menschliche Siedlungen zu treffen, sollte sie sich einmal im Dschungel verlaufen.

### Koepckes 10-tägiger Weg durch den Urwald
Das Flugzeug war nahe dem Río Shebonya, einem Zufluss des Río Pachitea, abgestürzt. Koepcke ernährte sich in den ersten vier bis fünf Tagen lediglich von Bonbons, die sie an der Absturzstelle gefunden hatte. Danach hungerte sie, da zur Zeit des Absturzes Regenzeit herrschte und es keinerlei Früchte in dem Gebiet gab. Wasser, das sie von Blättern und aus Wasserläufen schöpfte, war das Einzige, was sie zu sich nahm. In einer Art Dämmerzustand war sie aber einmal kurz davor, einen giftigen Pfeilgiftfrosch zu essen.
Koepcke durchquerte mehrfach Sümpfe und schwamm, traf auf Spinnen, Ameisen und andere Insekten, aber keine Schlangen. Sie folgte dem Ruf des an Flüssen beheimateten Hoatzins, ehe sie den Río Pachitea erreichte. In diesem ließ sie sich flussabwärts treiben (Berichte, Koepcke habe ein Floß gebaut, entsprechen nicht der Wahrheit). Am Abend des 2. Januar 1972, zehn Tage nach dem Flugzeugabsturz, entdeckte sie an einem Flussufer ein Boot und einen kleinen Unterstand, wo sie die Nacht verbrachte. Nachdem sie am Folgetag zunächst stundenlang allein geblieben war, wollte sie eigentlich von dort aufbrechen und weitergehen; dafür war sie jedoch bereits zu sehr geschwächt.

### Auffinden durch Waldarbeiter und Erstversorgung
In dem Unterstand, der Waldarbeitern gehörte, wurde Koepcke bei deren Rückkehr aufgefunden und berichtete ihnen von ihrem Schicksal. Zur Erstversorgung versorgten die Männer Koepckes Wunde und entfernten Dutzende darin befindliche Maden. Etwa 20 der rund einen Zentimeter langen Tiere hatte die 17-Jährige zuvor bereits selbst entfernt, indem sie Benzin über die Wunde goss – eine Vorgehensweise, die sie von der Behandlung einer mit Maden besiedelten Wunde des Hundes ihrer Familie kannte. Das Benzin hatte sie nur mit Mühe einem Kanister für den Tank des Außenbordmotors am Boot der Waldarbeiter entnehmen können.

### Weitertransport und Krankenstation
Die Männer benachrichtigten ein nahe gelegenes Forstarbeiterlager des Landwirtschaftsministeriums; daraufhin wurde das Mädchen mit dem Boot zu einer Krankenstation nach Tournavista gebracht. Die bekannte US-amerikanische Pilotin Jerrie Cobb transportierte sie von dort aus mit ihrem Sportflugzeug weiter. Cobb hatte sich zuvor bereits an der erfolglosen Suche nach dem Wrack der Unfallmaschine beteiligt. Für Koepcke war dieser etwa viertelstündige Flug stressig. Sie wurde nach Yarinacocha in der Nähe von Pucallpa gebracht. Dort traf Koepcke ihren Vater wieder und wurde in einer Krankenstation des Linguistischen Sommerinstituts aufgenommen, ein Sprachinstitut, das von US-amerikanischen Missionaren geführt wurde.
Koepckes Aufenthalt in dieser Missionsstation dauerte vier Wochen. Ende Januar 1972 reiste sie mit ihrem Vater in die elterliche Forschungsstation „Panguana“. Koepckes Gesundheit war im März 1972 weitgehend wiederhergestellt; sie kehrte mit ihrem Vater nach Lima zurück und setzte dort ihre Ausbildung fort.

## Unmittelbare Folgen des Absturzes von LANSA-Flug 508

### Lizenzentzug für LANSA und Zorn von Angehörigen
Die Nachricht, dass eine Passagierin den Absturz von Flug 508 überlebt hatte, wurde in der Nacht zum 5. Januar 1972 öffentlich gemacht. Am 4. Januar hatte man bereits der Fluggesellschaft LANSA die Lizenz entzogen, schließlich handelte es sich um den dritten Absturz in fünf Jahren. Angehörige der Flugzeuginsassen, die sich zu einem Krankenhaus begaben, um Auskünfte zu weiteren Überlebenden zu erhalten, mussten von der Polizei an der Stürmung des Gebäudes gehindert werden. Für Journalisten hatte man zuvor als Ablenkungsadresse das nahe Pucallpa gelegene Hospital Amazonico Albert Schweitzer genannt.

### Wiederaufnahme der Suche und Entdeckung der Absturzstelle
Am 5. Januar begann eine erneute Suchaktion, die bis dahin größte in der Geschichte Perus. Es wurden Flugzeuge der peruanischen Luftwaffe, von Fluggesellschaften und Privatleuten eingesetzt. Auch beteiligte sich eine Maschine der United States Air Force vom Typ Lockheed C-130, die mit Foto- und Metallsuchgeräten ausgerüstet war. Mit Hilfe der Angaben von Juliane Koepcke wurde noch am selben Tag das Flugzeugwrack durch eine Douglas DC-3 der peruanischen Luftwaffe und ein Kleinflugzeug der römisch-katholischen Mission entdeckt. Ein US-amerikanischer Pilot der Mission sprang mit dem Fallschirm an der Unfallstelle ab, konnte aber keine Überlebenden vermelden und galt selbst zwei Tage lang als verschollen.

### Eintreffen der Bergungsmannschaften
Am 6. Januar 1972 landete eine fünfköpfige Helikopterbesatzung der peruanischen Luftwaffe an der Absturzstelle, die den Fund von zwei großen Rumpfteilen, aber keine Überlebenden vermelden konnte. Ebenfalls wurde von der Besatzung ein provisorischer Hubschrauberlandeplatz eingerichtet. Zur gleichen Zeit arbeitete sich eine Mannschaft von zwölf Soldaten aufgrund starker Regenfälle nur langsam an das Wrack heran und musste dabei teilweise von einer Hubschrauberbesatzung geführt werden. Neben den Suchmannschaften machten sich auch Angehörige von Passagieren auf den Weg zum Wrack, vor allem arme Bauern und Holzfäller, die nach der Meldung über Juliane Koepcke auf weitere Überlebende hofften.

### Identifizierung der Opfer, Differenzen um Identität von Maria Koepcke
Am 13. Januar 1972 gab die peruanische Luftwaffe bekannt, die Leichen von allen 91 Vermissten gefunden zu haben. Zu diesem Zeitpunkt waren 56 davon identifiziert worden, darunter auch Juliane Koepckes Mutter Maria. In einem später erschienenen Buch gab Juliane Koepcke an, dass ihr Vater Zweifel an der Identität des von den peruanischen Behörden identifizierten Leichnams seiner Frau hegte, den er nur anhand eines Fußes sowie ihres gefundenen Eherings und eines Schuhs identifiziert hatte. Er ließ den Leichnam später für weitere pathologische Untersuchungen nach Deutschland überführen, wo aber nur der Unterkiefer und einige wenige Knochen ankamen, obwohl der vorher präsentierte Leichnam relativ gut erhalten gewesen war. Aus dem Zustand des Leichnams schloss Hans-Wilhelm Koepcke, seine Frau habe bis zum 6. oder 7. Januar überlebt. Maria Koepckes mutmaßliche Überreste wurden daraufhin in Deutschland beigesetzt, ohne dass die vom Witwer gewünschten Untersuchungen in vollem Umfang durchgeführt werden konnten. Eine von Hans-Wilhelm Koepcke geforderte Exhumierung fand nie statt.

### Absturzursache und mögliche weitere Überlebende
Als Grund für den Verlust der rechten Tragfläche wurde die aerodynamische Belastung durch die Turbulenzen und Kräfte angeführt, die die Piloten bei dem Versuch freigesetzt hatten, den Horizontalflug zu halten oder wiederherzustellen (vgl. Start und Absturz und Lauda-Air-Flug 004). Der überlebte Sturz von Juliane Koepcke aus ca. 3000 Metern Höhe wurde dadurch erklärt, dass ihr Fall durch einen gewaltigen Aufwind gedämpft worden war. Anzeichen sprachen dafür, dass bis zu 14 weitere Insassen das Auseinanderbrechen in der Luft und den Aufschlag auf den Regenwald überlebt hatten. Im Gegensatz zu Koepcke waren diese aber nicht in der Lage, sich um Hilfe zu bemühen.

### Verbleibende Unklarheiten über die Absturzstelle
Obwohl es Juliane Koepcke Jahrzehnte später mit Hilfe des Filmemachers Werner Herzog möglich war, die Absturzstelle wieder aufzusuchen, gibt es zu deren genauer Position keine gesicherten Angaben. Der Unfallbericht in der Datenbank Aviation Safety Network enthält lediglich eine grobe Angabe zum Absturzort. In der Los Angeles Times wurden zum Absturzort seinerzeit die Angaben gemacht, er befinde sich zehn Meilen (16 Kilometer) vom östlichen Flussufer des Río Pachitea und fünf Meilen (acht Kilometer) vom Forstarbeiterlager von Puerto Inca entfernt sowie 20 Meilen (32 Kilometer) südlich der Farmsiedlung von Tournavista. Diese Angaben widersprechen sich jedoch zum Teil. Einen Hinweis liefert Juliane Koepcke in ihrem Buch Als ich vom Himmel fiel mit der Angabe, dem Bach Quebrada Raya bis zu dessen Mündung in den Río Shebonya gefolgt zu sein.

### Vergleich zu anderen peruanischen Flugzeugunfällen
Aviation Safety Network weist den Absturz im Jahr 1971 als seinerzeit drittschwersten Flugunfall in Peru aus, nach dem vorherigen LANSA-Absturz 1970 und dem Verlust einer Boeing 707 der brasilianischen Fluggesellschaft VARIG 1962 in der Nähe von Lima (97 Tote). LANSA-Flug 508 ist bis heute (Mai 2023) der viertschwerste Unfall in der peruanischen Luftfahrtgeschichte. Das bislang schwerste auf peruanischen Territorium ereignete sich am 29. Februar 1996, als eine Boeing 737 der Fluggesellschaft Faucett Perú beim Landeanflug auf Arequipa abstürze. Keiner der 123 Insassen überlebte den Unfall.

## Medienresonanz

### Presseechos
Der Flugzeugabsturz erfuhr aufgrund von Juliane Koepckes ungewöhnlichem Überleben – den Sturz aus ca. 3000 Metern Höhe und den gut zehn Tage dauernden Weg durch den Regenwald – weltweit mediale Beachtung. Neben peruanischen und deutschen Zeitungen berichteten auch viele englischsprachige Medien vom Flugzeugabsturz und Koepcke, darunter die New York Times, Los Angeles Times, Washington Post, die britische The Times oder das US-amerikanische Magazin Life.
Die Exklusivrechte an der Geschichte seiner Tochter vergab Hans-Wilhelm Koepcke an das deutsche Magazin Stern sowie den ihm bekannten Journalisten Nicholas Asheshov der Andean Air Mail & Peruvian Times, damit „wieder Ruhe einkehrte“, so Juliane Koepcke. Laut eigener Angaben kam sie zu dieser Zeit kaum mit dem plötzlichen Rummel um ihre Person zurecht: Aus einem behüteten Mädchen sei auf einmal eine Person des öffentlichen Interesses geworden; schon seit längerer Zeit könne sie jedoch gut über ihre Erfahrungen reden, auch wenn sie sich an viele Details noch so genau erinnern könne, als seien sie gestern geschehen. Nicht zuletzt hätten Medien mehrfach falsch oder tendenziös über sie berichtet.

### Sonstige literarische Verarbeitungen und Verfilmungen
Juliane Koepckes Schicksal war in den folgenden Jahrzehnten Gegenstand mehrerer Bücher, Comics und auch Filme. 1973 ließ sich Heinz Günther Konsalik von den Geschehnissen zu seinem Roman Eine Urwaldgöttin darf nicht weinen inspirieren. Monica C. Vincent veröffentlichte 1978 mit Girl Against the Jungle ein Schulbuch für den Englischunterricht, die US-Amerikaner Jenny Tripp und John Burgoyne 1980 mit One was left alive ein Jugendbuch.
1974 entstand unter dem Titel Ein Mädchen kämpft sich durch die grüne Hölle unter der Regie von Giuseppe Maria Scotese ein US-amerikanisch-italienischer Spielfilm. An den Originalschauplätzen abgedreht, schlüpfte die britische Schauspielerin Susan Penhaligon in die Rolle von Juliane Koepcke, während ihre Eltern von Graziella Galvani und Paul Müller dargestellt wurden. Die zeitgenössische Kritik des bundesdeutschen film-diensts lobte Ein Mädchen kämpft sich durch die grüne Hölle für seine einfache, fast dokumentarisch wirkende Form und den Verzicht auf „reißerisch-sensationelle als auch sentimentale oder heroische Effekte“. Juliane Koepcke selbst nannte den Film, hinter dem die Zeitschrift Stern stand, „einen kitschigen Film“, der „ziemlich weit von der Realität entfernt“ gewesen sei.

### Dokumentarfilm

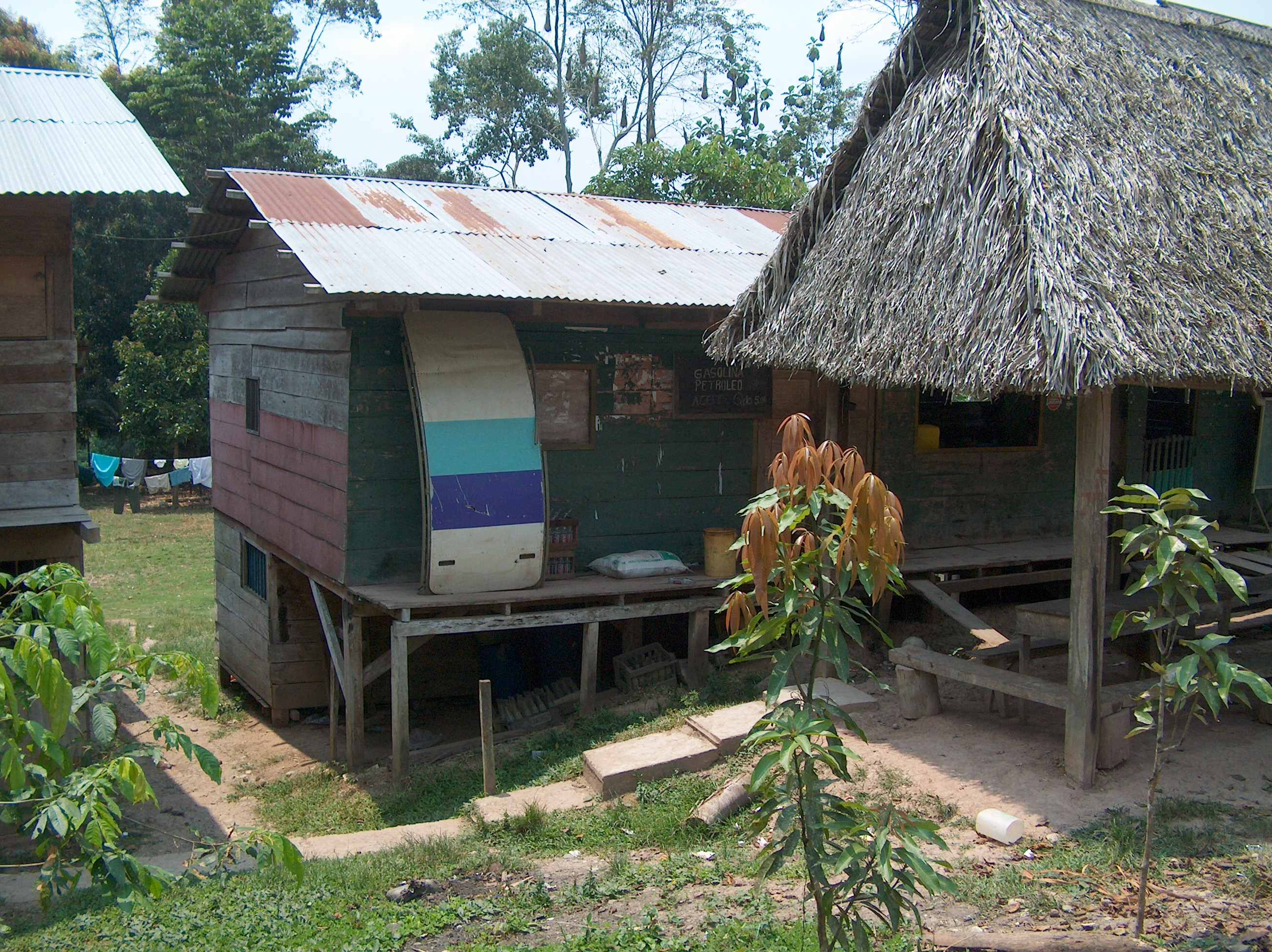
Tür des abgestürzten Flugzeugs in einer Siedlung

Im Frühjahr 2000 wurde der Dokumentarfilm Julianes Sturz in den Dschungel von Werner Herzog im deutschen Fernsehen veröffentlicht. Herzog hatte sich am 24. Dezember 1971 wie die Koepckes auf dem Flughafen von Lima befunden und es trotz großer Mühen nicht geschafft, für sich und sein Drehteam ebenfalls Plätze auf diesem Flug zu bekommen. Er bereitete in Peru seinen Abenteuerfilm Aguirre, der Zorn Gottes (1972) mit Klaus Kinski vor und der ursprünglich auf den Vortag gebuchte Flug war wetterbedingt gestrichen worden. Für Julianes Sturz in den Dschungel kehrte Koepcke das erste Mal an den Absturzort zurück, wo das Filmteam noch auf verstreut liegende Wrackteile der Lockheed L-188 Electra traf. Laut der Kritik des Hamburger Abendblattes suche Herzog „nicht das Dramatische in Köpckes Schilderungen, er wollte ein bewegendes Psychogramm schaffen, einen Menschen beim Prozess des Erinnerns und bei der Rückkehr in den Vorhof des Todes beobachten“. Die Frankfurter Allgemeine Zeitung kritisierte, dass Herzogs Film nicht von der Erfahrung des Absturzes handle, sondern Koepckes „Kampf durch und gegen den Dschungel“ in den Vordergrund trete. „Es gibt nicht viele Menschen, die zehn Tage auf sich allein gestellt im Urwald überlebt haben. Doch es gibt noch viel weniger Menschen, die einen Sturz aus mehreren tausend Meter Höhe überlebt haben“, so die Frankfurter Allgemeine.

### Autobiographisches
2011 veröffentlichte Juliane Koepcke fast 40 Jahre nach dem Flugzeugabsturz mit Als ich vom Himmel fiel. Wie mir der Dschungel mein Leben zurückgab eine Autobiografie, die u. a. auch ins Spanische und Englische übersetzt wurde. Das Buch wurde im selben Jahr bei der Verleihung des deutschen Literaturpreises Corine mit dem Publikumspreis ausgezeichnet.

## Filme
- Ein Mädchen kämpft sich durch die grüne Hölle (Originaltitel: The Story of Juliane Koepcke – Miracles Still Happen bzw. I miracoli accadono ancora). US-amerikanisch-italienischer Spielfilm von Giuseppe Maria Scotese, 1974.
- Julianes Sturz in den Dschungel (Wings of Hope). Deutsch-britische Fernsehdokumentation von Werner Herzog, 2000.
- Der Regenwald rettete Juliane Diller das Leben. Aus der Reihe Planet Wissen, SWR 2014; Interview und dokumentarische Filmausschnitte.